# 贤城遗址
贤城遗址，位于山东省滨州市博兴县博兴镇贤城村，是中华人民共和国山东省文物保护单位之一。
1992年6月12日，授予山东省文物保护单位，是一座古遗址。